# باشگاه فوتبال اوکایاما یونوگو بل
باشگاه فوتبال اوکایاما یونوگو بل (به ژاپنی: 岡山湯郷Belle)یک باشگاه فوتبال زنان در شهر میماساکا، اوکایاما واقع در استان اوکایاما کشور ژاپن است.
این باشگاه در سال ۲۰۰۱ تأسیس شد و در سال ۲۰۰۳ اولین بازی خود را در ال لیگ انجام داد و از آن پس تمامی سالهای بعد را در همین لیگ بازی کرده است بجز فصل ۲۰۰۴.بهترین نتیجه آنها تاکنون مقام سومی ال لیگ در سال ۲۰۱۲ بوده‌است.در سال ۲۰۰۶ نیز آنها موفق شدند تا قهرمان جام ملکه شوند.